# Синдром відміни
Синдро́м відмі́ни (також — синдром післядії[джерело?]) — патологічний стан, клінічний синдром, який розвивається при раптовому припиненні вживання лікарських препаратів, які, як правило, були вживані у тривалий час і/або у великих дозах (наприклад, психотропних чи наркотичних речовин).

## Етіологія
Найчастіше він розвивається після раптового припинення прийому:
- гормональних препаратів (глюкокортикоїди, тиреоїдин тощо),
- гіпотензивних засобів (клофелін),
- антиангінальних речовин (бета-адреноблокатори),
- барбітуратів (фенобарбітал, барбаміл тощо),
- Н2-гістаміноблокаторів (циметидин тощо).

Поступове зменшення доз препарату перед тим, як припинити його вживання, дозволяє звести до мінімуму ризик виникнення синдрому відміни.

## Клінічні прояви
Клінічні прояви синдрому відміни можуть бути досить різноманітними та залежать від групової приналежності ліків. Явища абстиненції після раптової відміни звичної речовини являють собою один з різновидів синдрому відміни.

### Глюкокортикоїди
Синдром відміни після припинення глюкокортикоїдної терапії, проявляється у формі гострої наднирникової недостатності (пригнічення гіпофізарно-адреналової системи), можуть також виникати міалгії, артралгії, нездужання, гарячка.

### Клонідин (Клофелін)
Після раптової відміни клофеліну (по 0,2 мг та більше на добу) може різко підвищитися артеріальний тиск (АТ). Хворі скаржаться на головний біль, безсоння, дратівливість, тремор, нудоту, тяжке блювання, серцебиття. У крові та сечі збільшується концентрація катехоламінів, відмічають ознаки гіпертонічного кризу через 1-2 доби після відміни. Для припинення кризу застосовують блокатори альфа-адренорецепторів (фентоламін) у комбінації з пропранололом або відновлюють прийом клофеліну.

### Бета-адреноблокатори
В окремих випадках після відміни прийому бета-адреноблокаторів (зокрема, пропранолола) хворим, які страждають на ішемічну хворобу серця, зростає число ангінозних (больових) нападів та може розвинутися інфаркт міокарда. Також описана поява симптомів тиреотоксикоза через 1-2 тижня після відміни або зменшення дози. В основі синдрому лежить декілька механізмів:
- надмірна стимуляція бета-рецепторів;
- зміна дисоціації оксигемоглобіну;
- реактивація системи ренін-ангіотензин-альдостерон;
- збільшення агрегації тромбоцитів;
- посилення симпатичної іннервації після припинення прийому;
- індивідуальна гіперчутливість хворих.

### Барбітурати
Виразність синдрому відміни барбітуратів залежить від тривалості попереднього прийому речовин, швидкості їхнього метаболізму та ступеню залежності хворих від цих препаратів. Синдром характеризується появою тремору, слабкості, втомлюваності, пітливості, безсоння, у 75 % хворих виникають судоми. Вказані порушення, а також головний біль, міалгія, нудота, блювання, сухість у роті, гіперрефлексія, дратівливість, гостре психомоторне збудження, депресія максимально виражені у перші 24 години після відміни. Тяжкість нервово-психічних розладів (гіперкінези, міоклонії, розгорнуті судомні напади, синдром барбітуратного делірію, галюцинації, марення тощо) зростає при збільшенні добової дози та тривалості прийому барбітуратів. Барбітуратний делірій (біла гарячка) клінічно схожа на подібні порушення алкогольної етіології та може призвести до смерті при несвоєчасному і неадекватному лікуванні.

### Бензодіазепіни
Розвиток психічної та фізичної залежності до бензодіазепінів. Відміна спричинює ажитацію, розлади свідомості, гострий органічний мозковий синдром, судоми, кому. Симптоматика поступово зростає у перші 5 днів після припинення прийому, досягає максимуму до 5-9-го дня. В осіб, що приймали високі дози (до 300 мг на добу), розвивається тяжкий судомний синдром. На 3-8 день виникають психотичні реакції. При їхній появі необхідно відновити прийом препаратів або призначити етамінал-натрію як замісну терапію. Своєчасне лікування сприяє регресу психоза упродовж 1-2 діб.

### Антикоагулянти
Раптова відміна антикоагулянтів збільшує частоту раптових смертей, інфарктів міокарда та нападів стенокардії. Як феномен відміни описані гіперкоагуляція крові та різні варіанти тромбоемболії.

### Циметидин
Циметидин спричинює синдром відміни у формі перфорації виразок, що раніше зарубцювалися.